# IXL (オクラホマ州)
IXL（I.X.L.とも）は、アメリカ合衆国オクラホマ州オクフスキー郡の町。オクラホマ州道48号線沿いに位置し、キャッスルからは北へ3マイル、ボーリーからは北東へ6マイルの距離にある。
解放奴隷が設立した解放奴隷の町のひとつで、その珍しい地名で知られる。人口は59人（2022年推計）。

## 名称
IXLはアフリカ系アメリカ人コミュニティを表す言葉で、オクラホマ州にはオクフスキー郡以外にもケイ郡とティルマン郡にIXLが存在する。
語源は諸説あり、町のウェブサイトによるとチェロキー族の土地であったことからIndian Exchange Land、その頭文字を取ってIXLと呼ばれるようになったという。他にも3人の男性の頭文字、I excel（私は優れている）の擬音語、ローマ数字の41を表している（実際の綴りはXLI）などがある。

## 歴史
少なくとも1900年には多数のアフリカ系アメリカ人が農業を営んでいた。1926年から1927年にかけてローゼンウォルド基金の助成により8年制のIXL地区学校12が創設された。IXL学校はコミュニティの憩いの場であったが、2012年頃にコミュニティホールに建て替えられた。
1980年代よりIXLは発展し、消防署が設立された。2001年10月24日、IXLは町（タウン）として法人化を果たした。

## 住民
2020年国勢調査によると人口は60人である。人種構成はアフリカ系アメリカ人が36人（61%）、ネイティブアメリカンが11人（18.6%）、白人が10人（16.9%）、その他が2人となっている。